# Ljuti
Ljuti (ryska: Люти) är ett vattendrag i Belarus.   Det ligger i voblasten Vitsebsks voblast, i den norra delen av landet, 230 km norr om huvudstaden Minsk.
I omgivningarna runt Ljuti växer i huvudsak blandskog. Runt Ljuti är det mycket glesbefolkat, med 7 invånare per kvadratkilometer.